# Einar Flinckenberg
Johan Einar Flinckenberg, född 1 juni 1884 i Vasa, död 14 januari 1933 i Helsingfors, var en finländsk arkitekt. 
Flinckenberg var 1909–1010 arkitekt vid Överstyrelsen för allmänna byggnaderna, 1910–1920 vid Helsingfors stads byggnadskontor och bedrev samtidigt egen arkitektverksamhet tillsammans med Karl Hård af Segerstad. Tillsammans ritade de bland annat Hagnäs saluhall (1912) och Kajsaniemi folkskola (1923) i Helsingfors samt ett flertal villor i Brändö villastad. Av Flinckenbergs övriga verk kan nämnas hörnbyggnaden vid Unionsgatan 45 (1927). Dessutom tjänstgjorde han under en period som stadsarkitekt i Vasa.

## Bilder

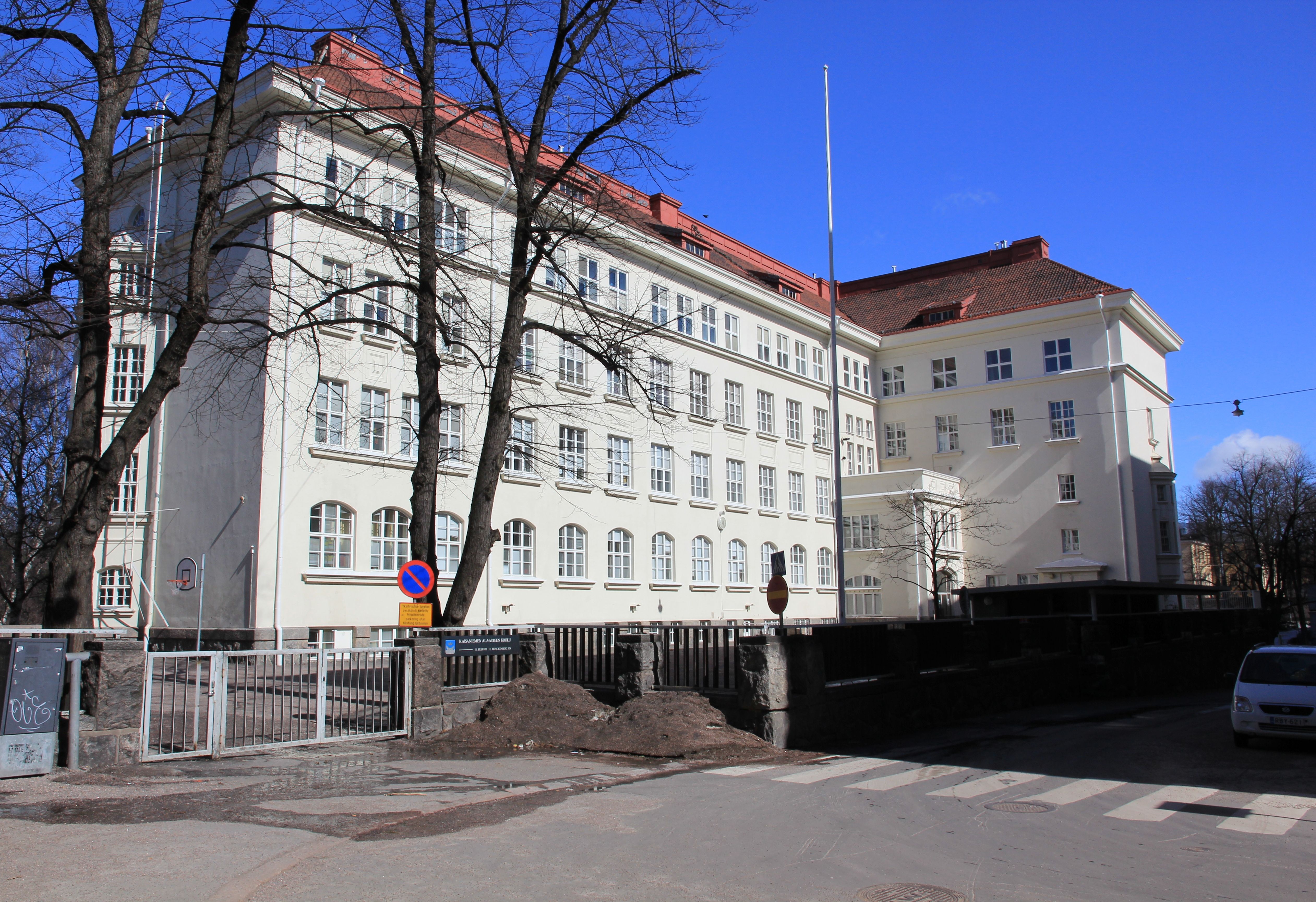
Kajsaniemi folkskola.
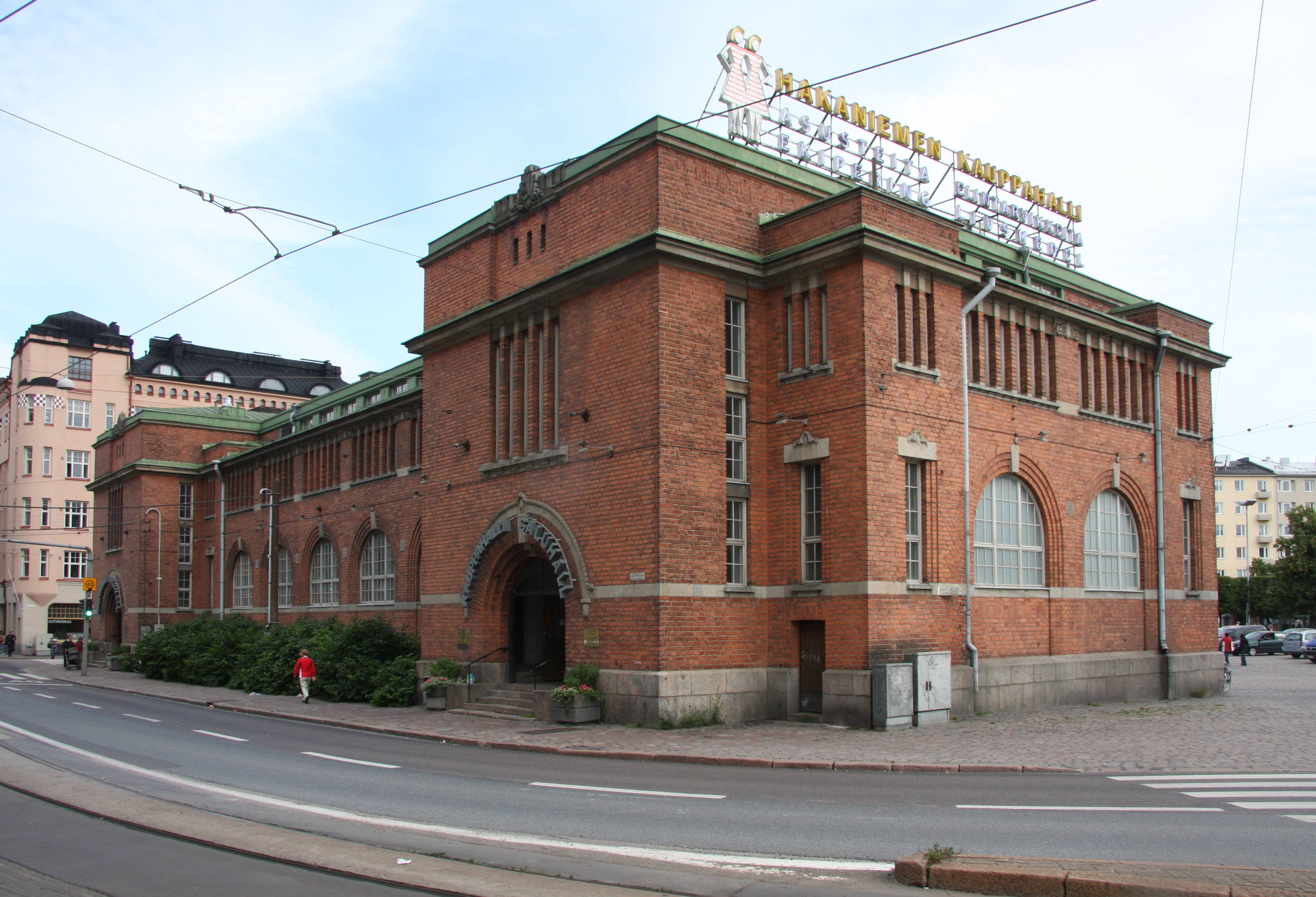
Haganäs saluhall
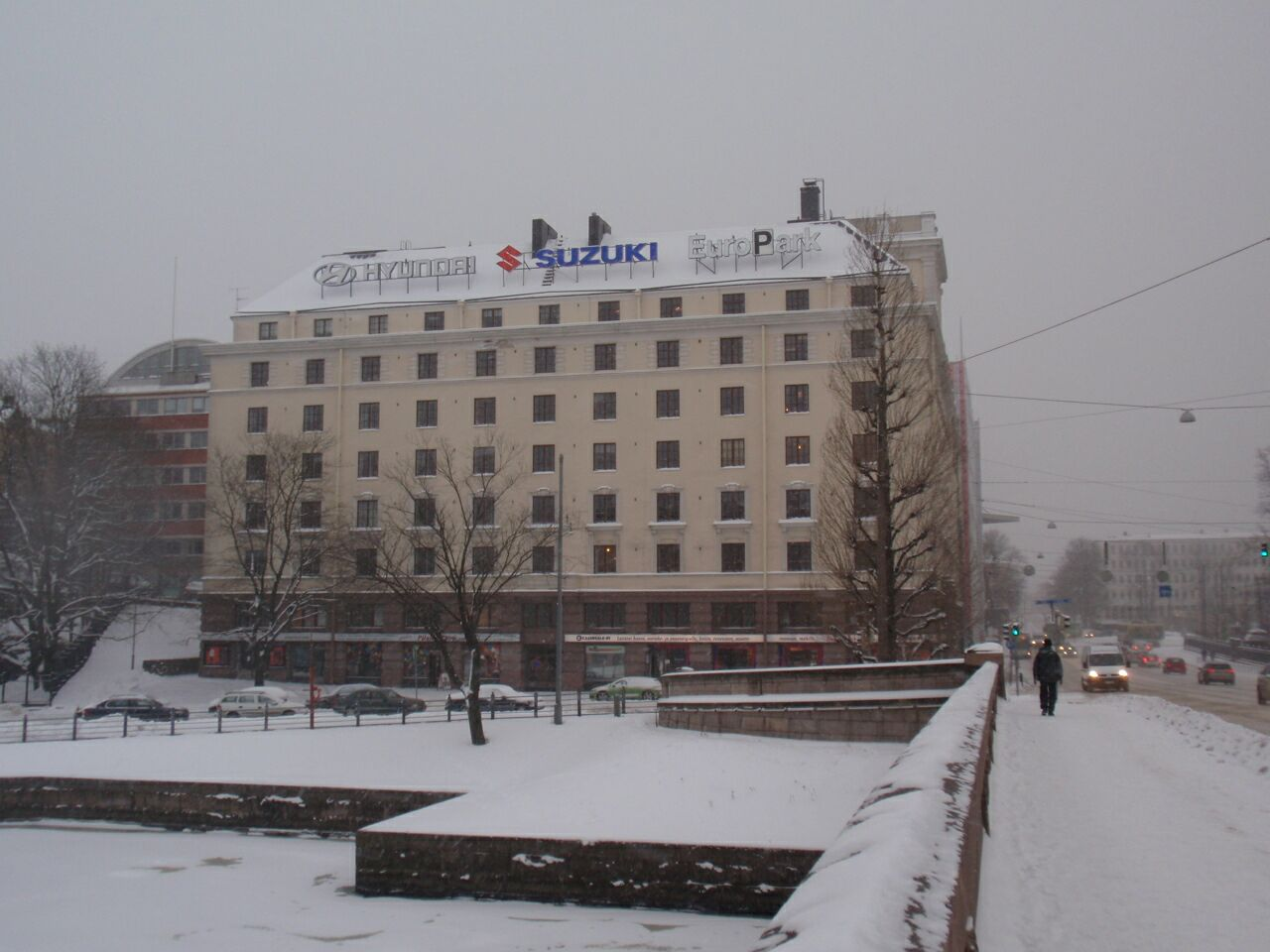
Unionsgatan 45, Helsingfors
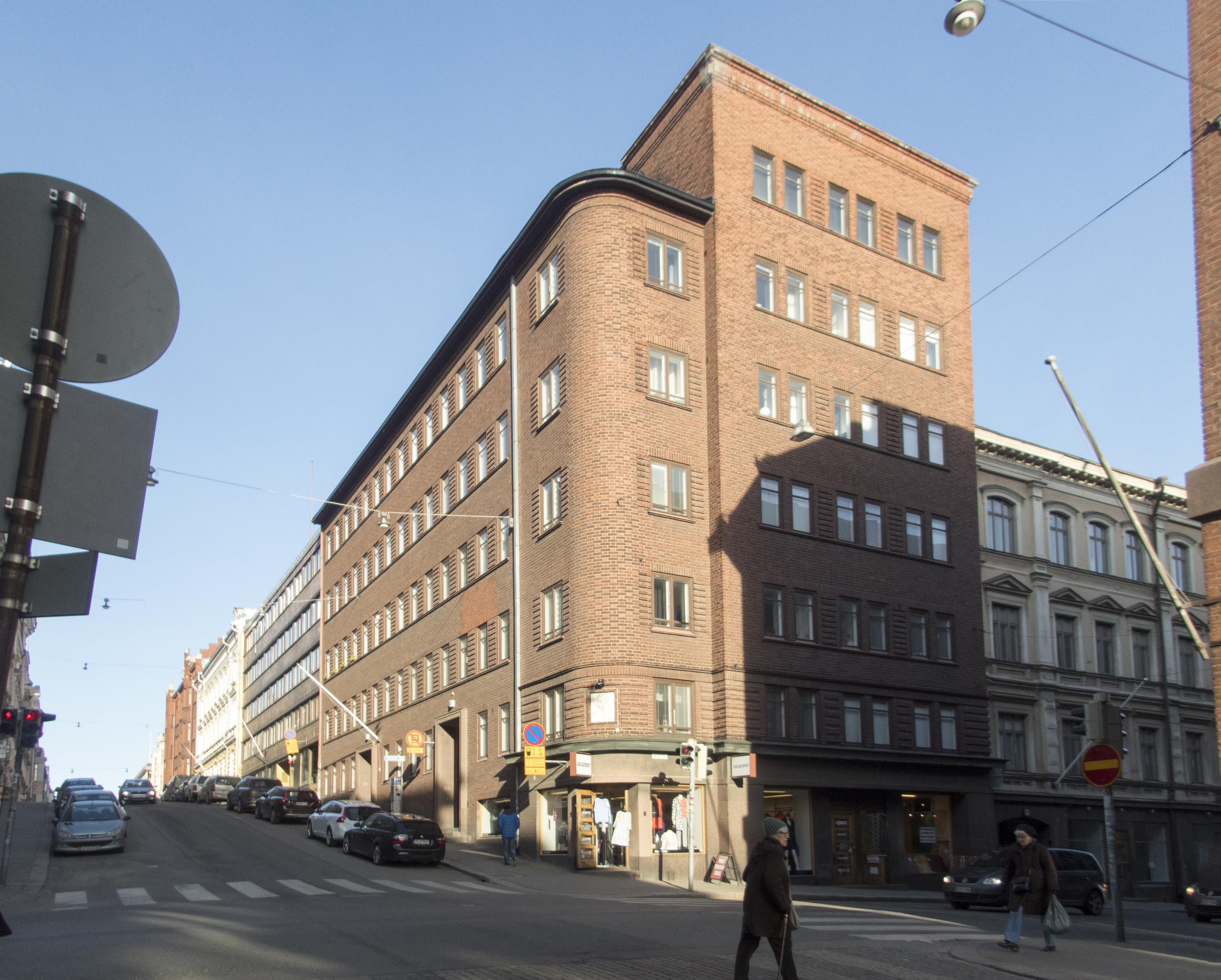
Kalevagatan 22, Helingfors